# Volha Padabed
Volha Viktaravna Padabed (Wit-Russisch: Вольга Віктараўна Падабед) (Minsk, 24 april 1979) is een Wit-Russisch voormalig professioneel basketbalster die uitkwam voor het nationale team van Wit-Rusland.

## Carrière
Padabed begon haar carrière in 1996 bij Horizont Minsk. Met Olimpia werd ze drie keer Landskampioen van Wit-Rusland in 1997, 1998 en 1999. Ook won ze met Horizont de Baltic League in 1999. In 1999 stapte ze over naar Dinamo Moskou in Rusland. Met Dinamo werd ze twee keer Landskampioen van Rusland in 2000 en 2001. In 2001 verhuisde ze naar Spartak Moskou. In 2002 stapte ze over naar VBM-SGAU Samara. Met dit team won ze de FIBA Women's World League in 2003. In 2003 ging ze spelen voor Tsjevakata Vologda maar na één jaar ging ze naar UMMC Jekaterinenburg. Met UMMC won ze de Beker van Rusland in 2005. Na Dinamo Novosibirsk en Dinamo Oblast Moskou Ljoebertsy verhuisde ze in 2007 naar SK Cēsis in Letland. In 2008 keerde ze terug naar Wit-Rusland om te gaan spelen voor Bjarezina Barysaw. In 2009 stapte ze over naar Minsk-2006. Met dit team won ze de Beker van Wit-Rusland in 2010. In 2011 stopte ze met basketbal.
Met Wit-Rusland speelde Papova op de Olympische Zomerspelen in 2008. Ook speelde ze op het Europees kampioenschap van 2007 (brons) en 2009.

## Erelijst
- Landskampioen Wit-Rusland: 3
  - Winnaar: 1997, 1998, 1999
- Bekerwinnaar Wit-Rusland: 1
  - Winnaar: 2010
- Landskampioen Rusland: 2
  - Winnaar: 2000, 2001
  - Tweede: 2003
  - Derde: 2005
- Bekerwinnaar Rusland: 1
  - Winnaar: 2005
- FIBA Women's World League: 1
  - Winnaar: 2003
- Baltic League: 1
  - Winnaar: 1999
- Europees kampioenschap:
  - Brons: 2007